# Поронайський заповідник
Поронайський заповідник — заповідник в східній частині острова Сахалін. Заснований у 1988.
Площа 56,7 тис. га. Складається з 2 ділянок. Включає півострів Терпіння, південну частину Східно-Сахалінських гір, найбільш широку частину Тимь-Поронайского дола.
Зеленомошні темнохвойні ліси з переважанням ялини.
У заповіднику живуть бурий ведмідь, північний олень, соболь, видра і близько 170 видів птахів. На скелях гніздяться тонкодзьоба і товстоклюва кайра, тихоокеанська чайка, Мартин трипалий, чорнохвоста чайка та інші. Деякі птахи зимують в незамерзаючої морської частини затоки Терпіння.
У «Червону книгу РФ» внесено сахалінська кабарга, дикуша, алеутська крачка, мандаринка, скопа, білоплечий орлан, орлан-білохвіст, сапсан.